# Villers-Robert
Villers-Robert település Franciaországban, Jura megyében. Lakosainak száma 240 fő (2022. január 1.). Villers-Robert Nevy-lès-Dole, Le Deschaux, Rahon, Séligney, Souvans és Tassenières községekkel határos.

## Népesség
A település népessége az elmúlt években az alábbi módon változott:
| Lakosok száma | 143  | 155  | 148  | 191  | 221  | 230  | 231  | 232  | 235  | 240  |
|               | 1968 | 1982 | 1990 | 2006 | 2013 | 2015 | 2017 | 2019 | 2020 | 2022 |